# Xestia youngii
Xestia youngii là một loài bướm đêm trong họ Noctuidae.